# Chan Seyha
Chan Seyha (Khmer ចាន់ សីហា; * 9. August 1994 in Phnom Penh) ist eine ehemalige kambodschanische Leichtathletin, die sich auf den Sprint spezialisiert hat.

## Sportliche Laufbahn
Erste internationale Erfahrungen sammelte Chan Seyha im Jahr 2010, als sie bei den Juniorenasienmeisterschaften in Hanoi mit 67,79 s in der Vorrunde im 400-Meter-Lauf ausschied und im Vorlauf über 200 Meter disqualifiziert wurde. Im Jahr darauf startete sie dank einer Wildcard an den Weltmeisterschaften in Daegu und schied dort mit 26,34 s in der ersten Runde aus. 2012 schied sie bei den Olympischen Sommerspielen in London mit 26,62 s ebenfalls im Vorlauf über 200 Meter aus und 2013 verpasste sie bei den Südostasienspielen in Naypyidaw mit 12,75 s den Finaleinzug im 100-Meter-Lauf. 2018 schied sie mit der kambodschanischen 4-mal-100-Meter-Staffel bei den Asienspielen in Jakarta mit 50,58 s in der Vorrunde aus. Anschließend trat sie nicht mehr bei offiziellen Wettkämpfen in Erscheinung.

## Persönliche Bestleistungen
- 100 Meter: 12,75 s (+0,4 m/s), 17. Dezember 2013 in Naypyidaw (kambodschanischer U20-Rekord)
- 200 Meter: 26,34 s (−0,1 m/s), 1. September 2011 in Daegu (kambodschanischer U20-Rekord)